# Kanton Fort-de-France-8
Kanton Fort-de-France-8 (francouzsky Canton de Fort-de-France-8) byl francouzský kanton v departementu Martinik v regionu Martinik. Tvořila ho část obce Fort-de-France. Zrušen byl v roce 2015.